# ŽOK Železničar
ŽOK Železničar est un club serbe de volley-ball fondé en 2008 et basé à Lajkovac, évoluant pour la saison 2019-2020 en Superliga.

## Palmarès
- Championnat de Serbie
  - Vainqueur : 2019[3] et 2025
- Coupe de Serbie
  - Vainqueur : 2018[4], 2019[5] et 2021
  - Finaliste : 2022 et 2025
- Supercoupe de Serbie
  - Vainqueur : 2019[6] et 2021
  - Finaliste : 2018 et 2022.

## Effectifs

### Saison 2020-2021
| No                                           | Nom                                          | Date de naissance                            | Taille                         | Poids                          | Poste                          |
| -------------------------------------------- | -------------------------------------------- | -------------------------------------------- | ------------------------------ | ------------------------------ | ------------------------------ |
| 1                                            | Vanja Ivanović                               | 22 octobre 2004                              | 183                            |                                | Réceptionneuse-attaquante      |
| 2                                            | Tamara Marković                              | 12 mai 1996                                  | 170                            | 66                             | Libero                         |
| 3                                            | Barbara Batinić                              | 4 octobre 2001                               | 185                            | 63                             | Attaquante                     |
| 5                                            | Maja Savić                                   | 14 août 1993                                 | 189                            | 73                             | Centrale                       |
| 6                                            | Aleksandra Uzelac                            | 27 juillet 2004                              | 188                            | 70                             | Réceptionneuse-attaquante      |
| 7                                            | Nada Mitrović                                | 22 octobre 1994                              | 185                            | 70                             | Réceptionneuse-attaquante      |
| 9                                            | Nikolina Zarić                               | 25 avril 2001                                | 186                            | 62                             | Centrale                       |
| 10                                           | Sara Ranković                                | 14 octobre 1999                              | 177                            |                                | Passeuse                       |
| 11                                           | Aleksandra Gajić                             | 3 août 1993                                  | 178                            | 64                             | Centrale                       |
| 13                                           | Milana Rajlić                                | 22 juillet 1997                              | 187                            | 75                             | Réceptionneuse-attaquante      |
| 14                                           | Jovana Mirosavljević                         | 16 janvier 2000                              | 182                            | 63                             | Centrale                       |
| 16                                           | Marina Vujović                               | 23 janvier 1984                              | 164                            | 59                             | Libero                         |
| 19                                           | Anica Kutlešić                               | 4 avril 1996                                 | 188                            | 81                             | Centrale                       |
| 20                                           | Rada Perović                                 | 13 avril 2001                                | 182                            | 74                             | Passeuse                       |
|                                              |                                              |                                              |                                |                                |                                |
| Encadrement technique                        | Encadrement technique                        |                                              | Légende                        | Légende                        | Légende                        |
| Entraîneur : Branko Kovačević                | Entraîneur : Branko Kovačević                | Entraîneur : Branko Kovačević                | : Capitaine                    | : Capitaine                    | : Capitaine                    |
| Entraîneur(s) adjoint(s) : Vladimir Živković | Entraîneur(s) adjoint(s) : Vladimir Živković | Entraîneur(s) adjoint(s) : Vladimir Živković | : Joueuse blessée actuellement | : Joueuse blessée actuellement | : Joueuse blessée actuellement |